# Classe Dom Carlos I
A Classe D. Carlos I é um tipo de navio hidrográfico ao serviço da Marinha Portuguesa.
Os navios da classe eram antigos navios de vigilância anti-submarina da classe T-AGOS da Marinha dos Estados Unidos, transferidos, a partir de 1995, para a Marinha Portuguesa. Em Portugal, foram modernizados e adaptados a navios de investigação hidrográfica e oceanográfica no Arsenal do Alfeite.
Os dois navios da classe receberam os nomes de dois ilustres cientistas marítimos portugueses, o Rei D. Carlos I e o almirante Gago Coutinho.

## Unidades
| Número de amura | Nome                        | Construção | Comissão em Portugal | Observações      |
| --------------- | --------------------------- | ---------- | -------------------- | ---------------- |
| A 522           | NRP D. Carlos I             | 1989       | 1995                 | ex-USS Audacious |
| A 523           | NRP Almirante Gago Coutinho | 1985       | 2000                 | ex-USS Assurance |